# 水尾順一
水尾 順一（みずお じゅんいち、1947年8月12日 - ）は、日本の経営学者。駿河台大学名誉教授。専攻はCSR、経営倫理、コーポレート・ガバナンス、ブランド論など。

## 略歴
香川県善通寺市出身。1970年に神戸商科大学(現・兵庫県立大学)商経学部卒業後、同年4月に資生堂に入社し、同社でコーポレート・デザイン室課長、経営企画部課長、ビューティーサイエンス研究所課長、企業倫理委員会事務局リーダ等を歴任した。
1999年3月に同社を退職し(資生堂社友となる)、駿河台大学経済学部助教授に就任する。2000年に同大学教授に昇格後、2001年から大学院経済学研究科(現・大学院総合政策研究科）教授を務める。2002年～2008年は全学企画広報委員長、2006年～2010年に駿河台大学経済研究所長を兼任した。2013年4月から駿河台大学経済経営学部教授(学部の改組)。
この間に、1997年～2001年に学習院大学非常勤講師、1998年～2011年専修大学兼任講師、2004年3月専修大学より博士（経営学）を取得。2001年～2006年立教大学大学院兼任講師、2006年～2008年東京工業大学大学院特任教授、2008年～2012年同大学院兼任講師、2008年～2009年早稲田大学企業倫理研究所客員研究員、2010年ロンドン大学客員研究員、2011年(一社)経営倫理実践研究センター上席研究員（現・首席研究員）、2013年～2017年東洋大学兼任講師。
2018年3月駿河台大学を退官、2018年4月MIZUO コンプライアンス＆ガバナンス研究所代表(現任）、2018年5月駿河台大学名誉教授の称号を授与。
企業との関わりでは、2004年から西武鉄道株式会社(現・株式会社西武ホールディングス)の企業倫理委員会社外委員(現任）。
2015年～2018年株式会社アデランス社外取締役。
2018年6月　株式会社ダイセル社外監査役(現任）。
2019年10月　一般社団法人 日本コンプライアンス＆ガバナンス研究所＜JACGI:Japan Compliance & Governance Institute＞代表理事/会長(現任）。
2022年6月　株式会社リヴァンプ社外取締役(監査等委員)(現任）。

## 人物
資生堂在職時にブランド研究の他、環境問題、社員の働き方支援、社会貢献活動などCSRの仕事を経験。1997年以降に日本企業として初の企業倫理の立ち上げに関与、その責任者として浸透・定着活動を推進したとされる。
その後、マーケティングと経営倫理の理論と実務を融合させた「マーケティング倫理」を構築し、実務に基づく経験と、学際的理論構築の双方からの実践的指導を行っている。
大学ではCSR、コーポレート・ガバナンス、経営倫理論、マーケティング(ブランド)論などを専門領域とし、理論と実践を融合させた指導・研究で著名である。
2008年に経済産業省の「グローバル企業と経済協力に関する研究会」座長に就任し、日本でBOPビジネスの立ち上げに注力したことから、現在はBOPビジネス研究の先駆者ともいわれている。
近年は消費者庁の公益通報者保護法に関する研究会で委員・座長等をつとめ、精力的に取り組んでいる

### 研究活動
2004年に専修大学より博士(経営学)を取得した。元・日本経営倫理学会副会長(現常任理事）、これまでも元・日本経営品質学会副会長、元・日本マネジメント学会理事、元・日本営診断学会理事、元・企業社会責任フォーラム理事などを務めた。

### 諸活動
CSR、マーケティング倫理などの第一人者として、活動領域は広く、以下のように多方面にて活動している。
- 中小企業診断士第3次試験委員(1994年,1996年～1998年）
- 産能大学総合研究所企業倫理研究会委員(1998年～1999年)
- 麗澤大学経済研究センター「企業倫理プロジェクト(ECS2000)委員」(1998年～2000 年)
- 全日本能率連盟論文審査委員(1999年～現在）
- オフィスオートメーション学会(現・情報経営学会）理事(2000年～2010年）
- 財団法人アジア生産性本部国際プロジェクト「アジアのコーポレート・ガバナンス 研究調査」日本代表(2001年～2004年)
- 戦略経営協会理事(2002年～2006年)
- 経営情報学会理事(2003年～2004年)
- 企業研究会参与(2004年～現在）
- 神奈川県保険医協会治験審査委員・倫理審査委員(2004年～現在)
- 埼玉県飯能市総合振興計画審議会委員(2005年）
- CSRイニシアチブ委員会代表(2005年～現在)
- 財団法人電力中央研究所「電力問題自由化研究会」委員(2006年）
- 内閣府公益通報者保護法等研究会委員(2007年)
- 日本生産性本部「次世代のための民間運動～ワーク・ライフ・バランス推進会議」 委員(2008年～2011年）
- 経済産業省(2008年)「グローバル企業と経済協力に関する研究会」座長
- 経済産業省「BOPビジネス政策研究会」委員兼ワーキンググループ座長（2009 年）
- 原子力と社会に関するプラットフォーム委員（2010年～現在）
- 東洋経済新報社「サスティナビリティ報告書審査委員」(2010年～現在)
- 公益社団法人企業市民協議会(CBCC)プロジェクト選考委員会委員(2012年～現在)
- 日本生産性本部「次世代のための民間運動～ワーク・ライフ・バランス推進会議～民間会議メンバー」(2012年～現在）
- 消費者庁「公益通報者保護制度の実効性の向上に関する検討会」委員(2015年４月～2017年3月)
- 経済産業省「ボランティアを活用した共助社会の構築に向けた研究会」委員（2017年11月～2018年3月）
- 消費者庁「内部通報制度に関する認証制度検討会」座長（2017年12月～2018年3月）

### 資格
- 1979年4月：「中小企業診断士」（経済産業省認定）
- 2000年4月：「マネジメント・コンサルタント」(（社）全日本能率連盟   認定）
- 2003年4月：「マスターマネジメント・コンサルタント」、「CMC]」（国際資格称号, 国際経営コンサルティング協会評議会）
- 2009年7月：「余暇開発士」（（財）日本レクリエーション協会認定）
- 2009年9月：「アロマテラピー・アドバイザー」（（社）日本アロマ環境協会認定）

## 賞罰
- 1993年：中小企業診断協会会長賞
- 1999年：日本経営診断学会賞(研究奨励賞)
- 2001年：Ansoff Award（アンゾフ･アワード）特別文献賞受賞
- 2021年：日本経営倫理学会学会賞(共著：研究奨励賞）

## 著書

### 単著
- 『流通業・サービス業の市場予測・調査 』（同友館, 1996年）
- 『化粧品のブランド史』（中央公論社, 1998年）
- 『マーケティング倫理』（中央経済社, 2000年）
- 『セルフ・ガバナンスの経営倫理』（千倉書房, 2003年）
- 『CSRで経営力を高める』（東洋経済新報社, 2005年）
- 『逆境経営7つの法則』（朝日新聞出版, 2009年）
- 『マーケティング倫理が企業を救う』(生産性出版,2014年）
- 『サスティナブル・カンパニー：「ずーっと」栄える会社の事業構想』（宣伝会議,2016年）
- 他多数

### 共編著
- 『経営計画と事業戦略の策定』(共著,企業研究会,1994年）
- 『流通業デジタル情報ネットワーキング』(編著,産能大学出版部,1998年）
- 『パワーイノベーション』(編著,新評論,1999年）
- 『 創造する経営』(共著,日科技連,1999年）
- 『 複雑系の経営学』(共著,税務経理協会,1999年）
- 『倫理法令遵守マネジメント・システム』(共著,麗澤大学出版会,2000年）
- 『環境経営』（共著,同友館, 2000年）
- 『JAPANESE DISTRIBUTION STRATEGY』（共著,Thompson Learning UK, 2000年）
- 『ITフロンティアの企業変革と産業マップ』（編著,同友館, 2001年）
- 『サイバーマーケティング』（共著,中央経済社, 2001年）
- 『 経営倫理』（共著,同文館, 2003年）
- 『経営品質の理論』（編著,生産性出版, 2003年）
- 『メセナ・マネジメント』（共著,ダイヤモンド社, 2003年）
- 『ビジョナリー・コーポレートブランド』（編著,白桃書房, 2003年）
- 『CSRマネジメント』（編著,生産性出版, 2004年）
- 『コンサルティング・イノベーション』（共著,同友館, 2004年）
- 『Impact of Corporate  Governance on Productivity： Asian Experience』（編著,Asian Productivity Organization, 2004年）
- 『CSRイニシアチブ～CSR経営理念・行動憲章・行動基準の推奨モデル(日英対訳版)』（編著,日本規格協会, 2005年）
- 『経営学)』（共著,創成社, 2005年）
- 『内部統制Q&A』（共著,日経BP社, 2006年）
- 『よくわかる企業論』（共著,ミネルヴァ書房, 2006年）
- 『トップマネジメントのための経営品質講座』（共著,生産性出版, 2006年）
- 『やさしいCSRイニシアチブ』（編著,日本規格協会, 2007年）
- 『CSRとコーポレート・ガバナンスがわかる事典』（編著,創成社, 2007年）
- 『コンプライアンスと企業文化を基軸としたやわらかい内部統制』（編著,日本規格協会, 2007年）
- 『現代社会における倫理・教育・コンプライアンス』（共著,税務経理協会, 2007年）
- 『マーケティングを学ぶ』（共著,中央経済社, 2008年）
- 『CSRハンドブック』(編著,PHP研究所2009年)
- 『経営教育論』（共著,中央経済社, 2009年）
- 『コーポレート・ガバナンスと企業倫理の国際比較』（編著,ミネルヴァ書房, 2010年）
- 『現代社会学事典』(共著・弘文堂,2012年）
- 『人にやさしい会社―安全・安心、絆の経営』（編著・白桃書房,2013年）
- 『グローバル企業の経営倫理・CSR』(共著・白桃書房,2013年)
- 『ビジネスに広がりを！知恵のわ』(共著・日経BPコンサルティング,2013年)
- 『環境会議2013秋』(共著・宣伝会議,2013年)
- 『三方よしに学ぶ 人に好かれる会社』(編著・サンライズ出版,2015年)
- 『経営診断の新展開』(共著・同友館,2015年)
- 『100万社のマーケティング』(共著・宣伝会議,2015年)
- 『渋沢栄一に学ぶ、「論語と算盤」の経営』（編著・同友館,2016年）
- 『二宮尊徳に学ぶ報徳の経営』（編著・同友館,2017年）
- 『 CSR, Sustainability, and Leadership』（共著・Routledge,UK,2017年）
- 『『石田梅岩に学ぶ「石門心学」の経営』(編著・同友館，2019年)
- 『上杉鷹山とイノベーション経営』(編著・同友館,2020年)
- 他多数

### 論文
- 2010年9月「CSRの価値を内包したBOPビジネスの実践に関する一考察～組織の持続可能性の視点から～」(駿河台経済論集、第20巻第１号)
- 2011年8月「グローバルCSRとCSV」(JBCCホールディングス株式会社『Link Vol.207,Summer2011)
- 2012年3月「グローバルCSRの視点によるBOPビジネスと共益の創造~ガーナにおけるカカオ・サスティナビリティの要諦と展開~」」(駿河台経済論集、第21巻第2号)
- 2012年9月「グローバルCSRの視点によるBOPビジネスと人間開発に関する一考察～ガーナにおけるシアバタービジネスの要諦と展開～」(駿河台大学経済論集,第22巻第1号)
- 2012年10月「時代とともに歩む、経営倫理20年の軌跡と将来展望～経営倫理(企業倫理)、コンプライアンス、コーポレート・ガバナンスそしてグローバルCSRの視点から～」(経営倫理15周年記念特別記念号,経営倫理実践研究センター、第68号)
- 2013年3月「サスティナブル・コーヒーによるBOPビジネスとCSV（共益の創造）に関する一考察～スターバックスとそのサプライチェーンにおけるCSR活動の事例に学ぶ～」(駿河台経済論集、第22巻第2号)
- 2013年9月,Changes in Business Ethics during “Lost Two Decades” and Prospects for the Future in Japan : From a View Point  of Business Ethics, Compliance, Corporate Governance, and Global CSR(駿河台経済論集、第23巻第1号)(英語論文)
- 2014年1月「グローバルCSRを機軸としたCSVに関する一考察」(日本マネジメント学会『経営教育研究』Vol．17、NO.1)
- 2014年2月 「失われた20年、日本における経営倫理の軌跡と将来展望 ～経営倫理(企業倫理)、コンプライアンス、コーポレート・ガバナンスそしてグロ-バルＣＳＲの視点から～」日本経営倫理学会誌、第21号
- 2015年9月,“A study of strategic CSR and　BOP business practice From the perspective of organizational sustainability” (駿河台経済論集、第25巻第1号）(英語論文）
- 2016年3月,“Global CSR centered on BOP business and CSV:A consideration of its types and development” (駿河台経済論集、第25巻第2号）(英語論文)
- 2016年9月  「グロ－バル三方よしと企業のサスティナビリティに関する一考察」（駿河台経済論集、26巻1号） 2017年4月「「守り」から「攻め」へ　今、企業に求められる責任と課題とは」（ＰＨＰ研究所『衆知』2017．5－6）
- 2018年3月「日本における経営倫理の過去・現在・未来ーその制度的枠組みと、ＥＣＳＲによる三方よし経営を考えるー」（駿河台大学経済論集、第27巻第2号）
- 2020年2月「内部通報制度の将来展望」(商事法務『旬刊商事法務』2223号)
- 2021年4月「古くて新しい風、ステークホルダー資本主義」(ＰＨＰ研究所『衆知』2021．5－6)
- 2022年4月「SDGsを成功に導く、守りと攻めのサステナビリティ・ガバナンス」(商工総合研究所『商工金融』2022年4月号)
- 2022年6月「企業における人権教育ー"人権ガバナンス"の内部制度化に関してー」(日本経営倫理学会『サステナビリティ経営研究』Vol.2）
- 他多数